# Guillaume Pélissier
Pour les articles homonymes, voir Pélissier.
Guillaume Pélissier, mort en 1527, est un prélat français du XVIe siècle. Il est fils de Marin de Pelissier, seigneur de Saint-Ferréol,  et de Benoîte de Grammont.

## Biographie
Guillaume Pélissier est chanoine à la cathédrale d'Orange. Il est élu évêque d'Orange par le chapitre, mais le pape Jules II a nommé Jean Lefranc et met la ville en interdit. Après beaucoup de troubles, le pape confirme Guillaume, grâce à la fermeté de Philiberte de Luxembourg, mère de Philibert, prince d'Orange. Guillaume fait bâtir un hôpital en 1527.
Guillaume a pour coadjuteur son neveu Louis Pélissier, qui va lui succéder comme évêque d'Orange.